# Robert Downey, Sr.
Robert John Downey (nascido Robert John Elias Jr.; Nova Iorque, 24 de junho de 1936 – Nova Iorque, 7 de julho de 2021), foi um cineasta, escritor, ator e produtor norte-americano de origem judaica. Ficou conhecido no cinema ao dirigir o "cult" clássico Putney Swope de 1969, entre vários outros trabalhos. É pai do ator Robert Downey Jr..

## Biografia
Downey possui ascendência irlandesa e russa. Robert Downey, Sr. nasceu sob o nome de "Robert Elias", mas mudou seu sobrenome para "Downey" (por causa de seu padrasto James Downey) quando era menor de idade e queria se alistar no exército.
Downey foi casado três vezes. Seu primeiro casamento foi com a atriz Elsie Downey, com quem teve dois filhos: a atriz/roteirista Allyson Downey e o ator Robert Downey Jr.. O casamento acabou em divórcio em 1975. O segundo casamento com a atriz e roteirista Laura Ernst terminou devido è morte dela em 1994 em decorrência de uma esclerose lateral amiotrófica. Morou em Nova Iorque com sua terceira esposa, Rosemary Rogers, com quem se casou em 1998.[carece de fontes?]
Downey, um usuário de drogas, permitiu que os filhos consumissem maconha, um incidente que ele se arrependeu.

## Carreira
Aos 22 anos, Downey tinha servido no Exército, jogou beisebol semiprofissional, tornou-se campeão de boxe no Golden Gloves, e dramaturgo no Off-off-Broadway. Em 1961, trabalhando com o editor de cinema Fred von Bernewitz, começou a escrever e dirigir filmes de baixo orçamento de 16 milímetros, estreando com Bluff Ball (1961), sobre a fantasia de um soldado da Guerra Civil que desperta no Central Park, em 1961. Transferiu-se para o cinema de grande orçamento com Greaser's Palace (1972). Seu filme mais recente foi Rittenhouse Square (2005), documentário que capta a vida em um parque da Filadélfia.[carece de fontes?]
Muitos de seus filmes abordavam assuntos familiares. Sua primeira esposa, Elsie, apareceu em quatro dos seus filmes (Chafed Elbows, Pound, Greaser's Palace, Moment to Moment) como co-roteirista. Seus filhos Allyson e Robert, Jr. fizeram sua estreia no filme Pound em 1970 com 7 e 5 anos, respectivamente;. Allyson apareceu em mais um filme de seu pai, Up the Academy. Robert Downey, Jr. atuou em oito filmes dirigidos por seu pai (Pound, Greaser's Palace, Moment to Moment, Up the Academy, America, Rented Lips, Too Much Sun, Hugo Pool) e dois onde seu pai também era ator (Johnny Be Good, Hail Caesar).[carece de fontes?]

## Morte
Downey Sr. morreu em 7 de julho de 2021, aos 85 anos de idade, em Nova Iorque.

## Filmografia

### Como diretor
- 1961 - Balls Bluff (curta-metragem)
- 1964 - A Touch of Greatness
- 1964 - Babo 73
- 1965 - Sweet Smell of Sex
- 1966 - Chafed Elbows
- 1968 - No More Excuses
- 1969 - Putney Swope
- 1970 - Pound
- 1972 - Greaser's Palace
- 1973 - Sticks and Bones (filme para TV)
- 1975 - Moment to Moment
- 1980 - Up the Academy
- 1986 - America
- 1988 - Rented Lips
- 1990 - Too Much Sun
- 1997 - Hugo Pool
- 2005 - Rittenhouse Square

### Como ator
- 1985 - Viver e Morrer em Los Angeles
- 1988 - Johnny Be Good
- 1994 - Hail Caesar
- 1997 - Boogie Nights
- 1999 - Magnólia
- 2011 - Tower Heist